# Liste bloquée
La liste bloquée ou liste fermée est une liste de candidats à des élections dont les électeurs ne peuvent pas modifier la composition et l'ordre.
Le vote n'est pas personnalisé : les électeurs votent pour une liste et non pour des candidats individuellement. La liste bloquée permet notamment aux partis politiques de maîtriser l'identité et l'ordre de présentation de leurs candidats.
Elle s'oppose à la liste ouverte, qui recouvre les modalités de vote dans lesquelles les électeurs peuvent modifier la composition ou l'ordre des candidats : exprimer un vote préférentiel, modifier l'ordre des candidats sur une liste, ajouter ou rayer des candidats sur une liste, ou voter pour des candidats issus de plusieurs listes (panachage).
La liste bloquée peut être employée dans le cadre d'un scrutin proportionnel ou d'un scrutin de liste majoritaire.

## Scrutin proportionnel
Au scrutin proportionnel avec liste bloquée, les candidats se présentent sur une liste ordonnée. Les électeurs votent pour une liste, sans pouvoir en modifier la composition et l'ordre des candidats.
Les sièges sont attribués aux différentes listes selon l'une des variantes de la représentation proportionnelle. Les candidats élus sont ensuite pris sur chaque liste dans l'ordre de leur présentation.
Les candidats placés en haut de la liste, qui ont le plus de chances d'être élus, sont dits « en position éligible ». Le candidat placé en première position est la tête de liste.
L'ordre des candidats sur la liste peut être imposé par les règles électorales, par exemple en requérant l'alternance entre candidats féminins et masculins.

## Scrutin majoritaire
Au scrutin de liste majoritaire, les candidats se présentent sur une liste complète, c'est-à-dire comportant autant de candidats que de sièges à pourvoir. Les électeurs votent pour une liste, sans pouvoir en modifier la composition. À l'issue d'un ou plusieurs tours de scrutin, la liste gagnante remporte la totalité des sièges.
Dans ce type de scrutin, la liste bloquée est aussi appelée « ticket électoral ». Elle n'est pas ordonnée, puisque soit tous les candidats sont élus, soit aucun n'est élu.